# Nunez
Nunez – miasto w Stanach Zjednoczonych, w stanie Georgia, w hrabstwie Emanuel.